# مقاطعة تولا
تولا أوبلاست هي إحدى الكيانات الفدرالية في روسيا. وتحوي المدن والقرى التالية: أليكسين،
بيليف،
بوغوروديتسك،
بولوخوفو،
تشيكالين،
دونسكوي،
كيموفسك،
كيرييفسك،
ليبكي،
نوفوموسكوفيك،
بلافسك،
شتشايوكينو،
سوكولنيكي،
سوفتسك، تولا أوبلاست،
سوفوروف،
تولا، روسيا،
أوزلوفايا،
فينيوف،
ياسنوغورسك،
ييفريموف،
أغييفو

## أعلام
- نيكولاي أستاخوف
- فاسيلي باجينوف